# ألغن
ألغن (بالإنجليزية: Allegan, Michigan)‏ هي مدينة تقع في مقاطعة أليغان (ميشيغان) بولاية ميشيغان في شمال شرق الولايات المتحدة. تبلغ مساحة هذه المدينة 11.03 (كم²)، وترتفع عن سطح البحر 199 م، بلغ عدد سكانها 4998 نسمة في عام 2010 حسب إحصاء مكتب تعداد الولايات المتحدة وتصل الكثافة السكانية فيها 501.2 نسمة/كم2.

## التركيبة السكانية
قام مكتب تعداد الولايات المتحدة بتحديد بيانات التركيبة السكانية لألغنفي تعداد الولايات المتحدة. في ما يلي، التركيبة السكانية حسب تعدادي 2000 و2010.

### تعداد عام 2000
بلغ عدد سكان ألغن 4,838 نسمة بحسب تعداد عام 2000، وبلغ عدد الأسر 1,831 أسرة وعدد العائلات 1,186 عائلة مقيمة في المدينة.
وتوزع التركيب العرقي للمدينة بنسبة 91.44% من البيض و 0.25% من الأمريكيين الأصليين و 0.64% من الأمريكيين ذوي الأصول الآسيوية و 0.04% من سكان جزر المحيط الهادئ و 4.71% من الأمريكيين الأفارقة و 1.57% من عرقين مختلطين أو أكثر.
بلغ عدد الأسر 1,831 أسرة كانت نسبة 33.0% منها لديها أطفال تحت سن الثامنة عشر تعيش معهم، وبلغت نسبة الأزواج القاطنين مع بعضهم البعض 45.4% من أصل المجموع الكلي للأسر، ونسبة 15.2% من الأسر كان لديها معيلات من الإناث دون وجود شريك، وكانت نسبة 35.2% من غير العائلات. تألفت نسبة 30.7% من أصل جميع الأسر من أفراد ونسبة 12.6% كانوا يعيش معهم شخص وحيد يبلغ من العمر 65 عاماً فما فوق. وبلغ متوسط حجم الأسرة المعيشية 3.05، أما متوسط حجم العائلات فبلغ 2.46.
بلغ العمر الوسطي للسكان 35 عاماً. وكانت نسبة 9.7% بين عاماً، ونسبة 28.4% كانت واقعةً في الفئة العمرية ما بين الخامسة والعشرين حتى الرابعة والأربعين عاماً، ونسبة 19.9% كانت ما بين الخامسة والأربعين حتى الرابعة والستين، ونسبة 15.3% كانت ضمن فئة الخامسة والستين عاماً فما فوق. يوجد لكل 100 أنثى 96.7 ذكر، ويوجد لكل 100 أنثى في الثامنة عشر من عمرها فما فوق 93.0 ذكر.
بلغ متوسط دخل الأسرة في المدينة 39,539 دولار، أما متوسط دخل العائلة فبلغ 45,833 دولار. وكان متوسط دخل الذكور 35,417 دولار مقابل 25,669 دولار للإناث. وسجل دخل الفرد الخاص بالمدينة 17,075 دولار. وكانت نسبة 10.8% من العائلات ونسبة 13.5% من السكان تحت خط الفقر، وكان من هؤلاء نسبة 13.7% تحت سن الثامنة عشر ونسبة 13.1% في الخامسة والستين من العمر وما فوق.

### تعداد عام 2010
بلغ عدد سكان ألغن 4,998 نسمة بحسب تعداد عام 2010، وبلغ عدد الأسر 1,986 أسرة وعدد العائلات 1,204 عائلة مقيمة في المدينة. في حين سجلت الكثافة السكانية 1,298.2 نسمة لكل ميل مربع (501.2/كم2). وبلغ عدد الوحدات السكنية 2,226 وحدة بمتوسط كثافة قدره 578.2 لكل ميل مربع (223.2/كم2).
وتوزع التركيب العرقي للمدينة بنسبة 91.4% من البيض و 0.6% من الأمريكيين الأصليين و 0.8% من الأمريكيين ذوي الأصول الآسيوية و 4.3% من الأمريكيين الأفارقة و 2.4% من عرقين مختلطين أو أكثر.
بلغ عدد الأسر 1,986 أسرة كانت نسبة 34.0% منها لديها أطفال تحت سن الثامنة عشر تعيش معهم، وبلغت نسبة الأزواج القاطنين مع بعضهم البعض 40.3% من أصل المجموع الكلي للأسر، ونسبة 15.3% من الأسر كان لديها معيلات من الإناث دون وجود شريك، بينما كانت نسبة 5.0% من الأسر لديها معيلون من الذكور دون وجود شريكة وكانت نسبة 39.4% من غير العائلات. تألفت نسبة 32.7% من أصل جميع الأسر من أفراد ونسبة 12.7% كانوا يعيش معهم شخص وحيد يبلغ من العمر 65 عاماً فما فوق. وبلغ متوسط حجم الأسرة المعيشية 3.03، أما متوسط حجم العائلات فبلغ 2.40.
بلغ العمر الوسطي للسكان 34.6 عاماً. وكانت نسبة 25.8% من القاطنين تحت سن الثامنة عشر، وكانت نسبة 10% بين عاماً، ونسبة 27.5% كانت واقعةً في الفئة العمرية ما بين الخامسة والعشرين حتى الرابعة والأربعين عاماً، ونسبة 24.5% كانت ما بين الخامسة والأربعين حتى الرابعة والستين، ونسبة 12.1% كانت ضمن فئة الخامسة والستين عاماً فما فوق. وتوزع التركيب الجنسي للسكان بنسبة 48.4% ذكور و51.6% إناث.

## وصلات خارجية
- http://www.cityofallegan.org/
- The US50 - Cities and Towns in Michigan State